# Annual Review of Economics
L’Annual Review of Economics és una revista acadèmica amb revisió per parells que publica un volum anual d’articles de revisió rellevants per a l’economia. Va ser fundada el 2009 i és publicada per Annual Reviews. Els coeditors en són Philippe Aghion i Hélène Rey. A partir del 2023, es publica en accés obert sota el model Subscribe to Open.

## Història
L’Annual Review of Economics es va publicar per primera vegada el 2009 per l’editorial sense ànim de lucre Annual Reviews. Els seus editors fundadors van ser Timothy Bresnahan i el premi Nobel Kenneth J. Arrow. A partir del 2021, es publica tant en format imprès com en línia.

## Àmbit i indexació
L’Annual Review of Economics defineix el seu àmbit com la cobertura dels desenvolupaments significatius en economia. Les subdisciplines específiques incloses són la macroeconomia; la microeconomia; l’economia internacional, social, del comportament, cultural, institucional, de l’educació i de les xarxes; les finances públiques; el creixement econòmic; el desenvolupament econòmic; l’economia política; la teoria de jocs, i la teoria de l’elecció social.
A partir del 2024, Journal Citation Reports indica que la revista té un factor d'impacte de 6,8, situant-se en la vint-i-dosena posició de 597 revistes en la categoria d’"Economia". Està resumida i indexada a Scopus, Social Sciences Citation Index, ABI/INFORM i EconLit, entre d'altres.

## Procés d'edició
L’Annual Review of Economics està dirigit per l'editor o els coeditors. L'editor compta amb l'assistència del comitè editorial, que inclou editors associats, membres regulars i, ocasionalment, editors convidats. Els membres convidats participen per invitació de l'editor i tenen mandats d'un any. Tots els altres membres del comitè editorial són nomenats pel consell d’administració d’Annual Reviews i serveixen mandats de cinc anys. El comitè editorial determina quins temes s’han d’incloure a cada volum i sol·licita revisions a autors qualificats. No s’accepten manuscrits no sol·licitats. La revisió per parells dels manuscrits acceptats és duta a terme pel comitè editorial.

### Editors
Les dates indiquen els anys de publicació en què algú va ser acreditat com a editor principal o coeditor d'un volum de la revista. El procés de planificació d’un volum comença molt abans que es publiqui, de manera que el nomenament com a editor principal generalment es produeix abans del primer any indicat aquí. Un editor que s’hagi retirat o hagi mort pot ser acreditat com a editor principal d’un volum que va ajudar a planificar, encara que es publiqui després de la seva jubilació o defunció.
- Kenneth J. Arrow i Timothy Bresnahan (2009–2017)[9][10]
- Philippe Aghion (2018)[11]
- Aghion i Hélène Rey (2019–actualitat)[12]

A partir del 2022, el comitè editorial està format pels dos coeditors i els membres següents: Timothy Besley, Hanming Fang, Alexandre Mas, Serena Ng, Muriel Niederle, Nathan Nunn, Larry Samuelson
Membres anteriors (fins al 2022) inclouen: Timothy Besley i Gene M. Grossman.